# Picher
Picher ist eine Gemeinde im Landkreis Ludwigslust-Parchim in Mecklenburg-Vorpommern (Deutschland). Sie wird vom Amt Hagenow-Land mit Sitz in der Stadt Hagenow verwaltet.
Zu Picher gehört der Ortsteil Jasnitz.

## Geografie
Picher liegt im Norden der Griesen Gegend, einem waldreichen Gebiet (Pichersche Heide nördlich der Gemeinde) zwischen den Flüssen Sude, Elde und Elbe. Das flachwellige Gebiet erreicht mit 66 m ü. NN am südlichen Ortsausgang von Picher den höchsten Punkt in der nördlichen Griesen Gegend. Durch das Gemeindegebiet fließt der Neue Kanal, in den weitere Gräben münden.
Umgeben wird Picher von den Nachbargemeinden Rastow im Norden, Lüblow im Nordosten, Warlow im Osten, Ludwigslust im Südosten, Alt Krenzlin im Südwesten, Bresegard bei Picher im Westen sowie Strohkirchen und Moraas (Berührungspunkt) im Nordwesten.

## Geschichte

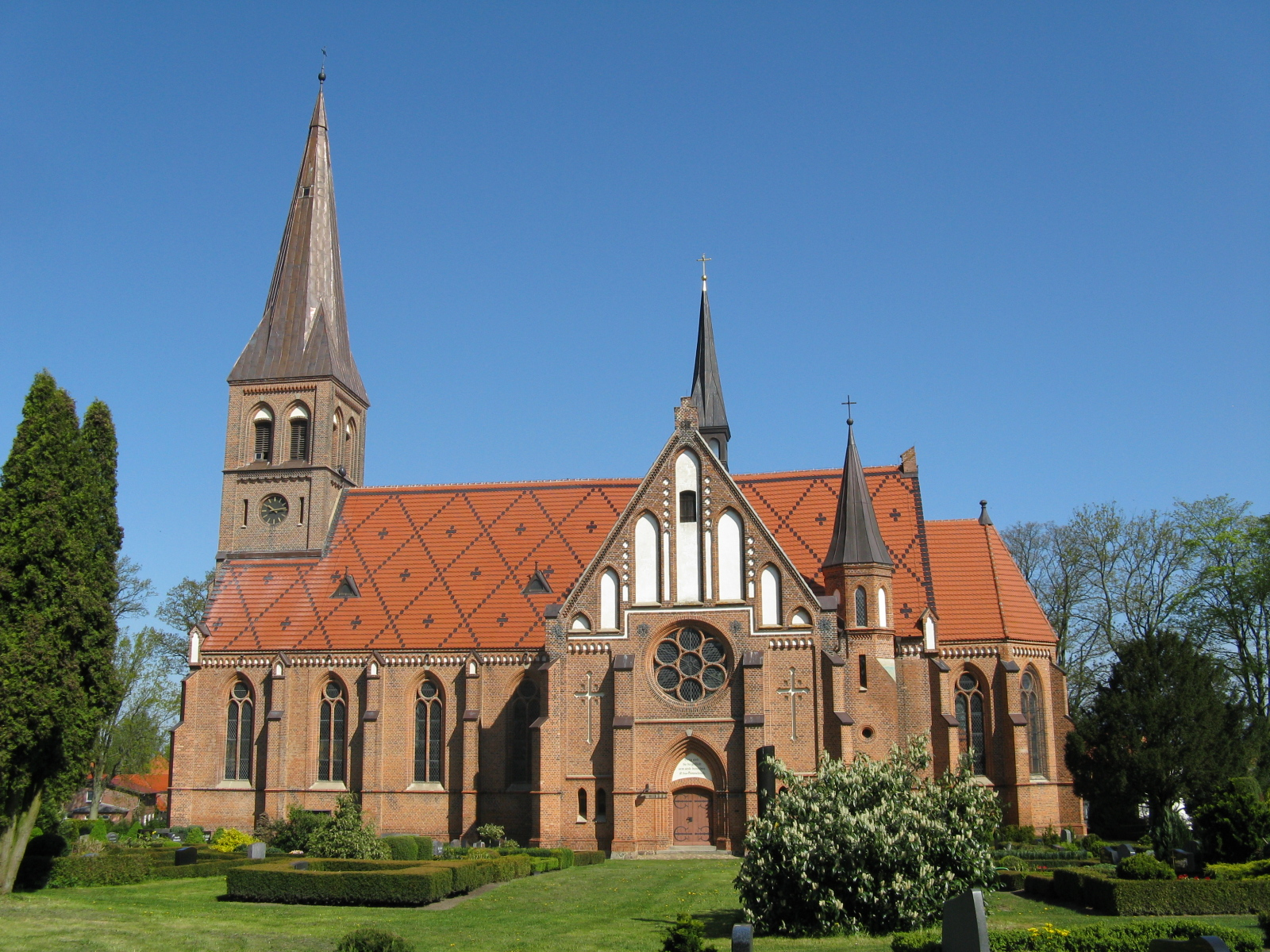
Neogotische Kirche aus dem 19. Jahrhundert

Picher wurde im Jahr 1291 erstmals urkundlich als Pychere erwähnt, gehörte einst zur Grafschaft Dannenberg, bis es Anfang des 14. Jahrhunderts zur Grafschaft Schwerin wechselte. 1303 kaufte das Kloster Eldena Grundbesitz eines Detlef von Plöne auf. 1319 wird eine aus dem 13. Jahrhundert stammende Kirche erstmals erwähnt, die mehrmals erweitert, jedoch im Jahr 1875 wegen Baufälligkeit und aufgrund des geringen Platzangebots abgerissen und anschließend durch einen größeren Bau im neogotischen Stil ersetzt wurde. Bis zur Übernahme in landesherrlichen Besitz im Jahr 1588 war Picher Kommuniondorf. In dem mit 35 Hufen recht großem Dorf siedelten sich bereits früh Handwerker an. Im 18. Jahrhundert existierte im Ort ein Schmelzofen zur Silbergewinnung aus bei Picher vorkommenden Flugsanden.
Jasnitz urkundliche Ersterwähnung als Yotzenisse stammt aus dem Jahr 1458. Aufgrund der hohen Wilddichte wurde, unter anderem in einem 1873 aus einem sogenannten Saugarten entstandenen großherzoglichen Wildgarten, intensiv der Jagd nachgegangen. Ebenfalls spielte die Forstwirtschaft eine wirtschaftliche Bedeutung.
Beim Landeswettbewerb „Unser Dorf soll schöner werden–unser Dorf hat Zukunft“ errang Picher im Jahr 2010 den ersten Platz, was mit der breit gefächerten Infrastruktur und dem gepflegten Zustand der historischen Gebäude begründet wurde.

## Politik

### Gemeindevertretung und Bürgermeister
Der Gemeinderat besteht (inkl. Bürgermeister) aus 8 Mitgliedern. Die Wahl zum Gemeinderat am 26. Mai 2019 hatte folgende Ergebnisse:
| Partei/Bewerber           | Prozent | Sitze |
| ------------------------- | ------- | ----- |
| WG Bürger für Picher      | 80,59   | 6     |
| Einzelbewerber Klinckmann | 10,67   | 1     |
| CDU                       | 8,74    | 1     |

Bürgermeister der Gemeinde ist Holger Hille, er wurde mit 77,78 % der Stimmen gewählt.

### Wappen
| Wappen von Picher | Blasonierung: „In Grün unter einer silbernen Damhirschschaufel eine schräg gestellte silberne Ähre mit sieben schwarzen Grannen und ein schräglinks gestellter silberner Hammer.“ |
| Wappen von Picher | Wappenbegründung: Das Wappen symbolisiert die wirtschaftlichen Grundlagen beider Ortsteile: die Damhirschschaufel steht für den vor allem von der Jagdausübung geprägten Ortsteil Jasnitz, Ähre und Hammer für den insbesondere durch die Landwirtschaft und das Handwerk bestimmten Ortsteil Picher. Das Wappen und die Flagge wurde von dem Schweriner Heraldiker Karl-Heinz Steinbruch gestaltet. Es wurde am 27. November 2002 durch das Ministerium des Innern genehmigt und unter der Nr. 270 der Wappenrolle des Landes Mecklenburg-Vorpommern registriert. |

### Flagge
Die Flagge wurde am 29. Januar 2004 durch das Ministerium des Innern genehmigt.
Die Flagge besteht aus grünem Tuch. Es ist in der Mitte mit dem Figuren des Gemeindewappens belegt: oben mit einer weißen Damhirschschaufel, darunter mit einer schräglinks gestellten weißen Ähre nebst sieben schwarzen Grannen und mit einem schrägrechts gestellten weißen Hammer. Die Damhirschschaufel nimmt ein Viertel, die Ähre und der Hammer nehmen jeweils die Hälfte der Höhe des Flaggentuchs ein. Die Länge des Flaggentuchs verhält sich zur Höhe wie 5:3.

### Dienstsiegel
Das Dienstsiegel zeigt das Gemeindewappen mit der Umschrift „GEMEINDE PICHER • LANDKREIS LUDWIGSLUST-PARCHIM“.

## Sehenswürdigkeiten
Schon 1319 wurde eine Backsteinkirche erwähnt. Die heutige neogotische, dreischiffige Backsteinkirche in Picher wurde nach Plänen von Georg Daniel von 1875 bis 1879 erbaut und ist von einer Feldsteinmauer umgeben. Der Backsteinbau mit Chor und eingezogenem Fünfachtelschluss, Chorflankentürmchen, polygonal endenden Querarmen und einem vor das Kirchenschiff gesetzten viergeschossigen Turm sowie Dachreiter hat die Ausmaße einer kleinen Stadtkirche. Im Innern befindet sich eine von massiven Gurtbögen getragene Holzdecke. Die Schleifladenorgel auf der Westempore der Kirche wurde 1880 von Johann Heinrich Runge gebaut. Eine umfassende Sanierung erfolgte von 1998 bis 2008.
→ Siehe auch Liste der Baudenkmale in Picher

## Verkehr

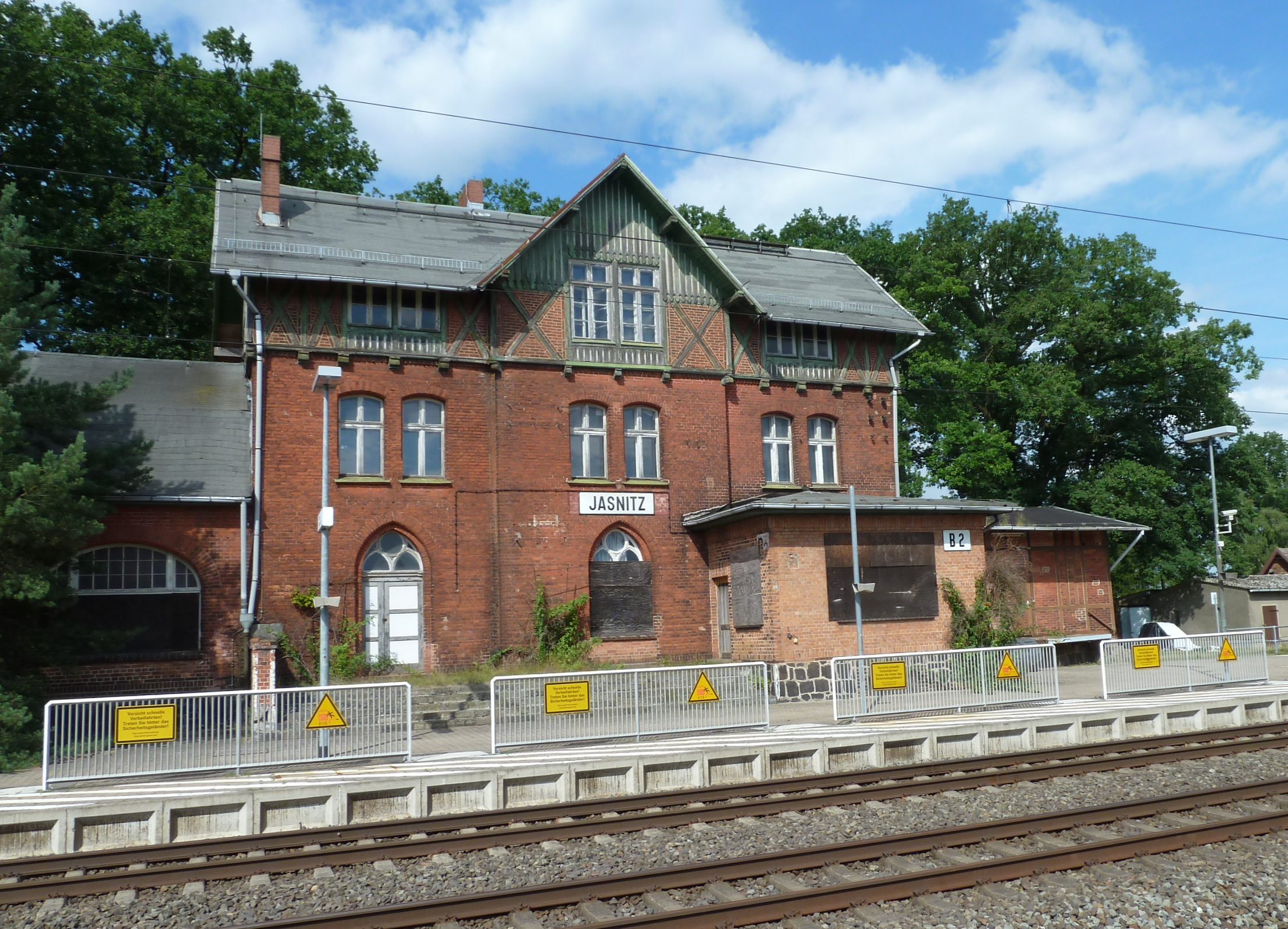
Bahnhof Jasnitz

Zwei Kilometer südlich von Picher führt die Bundesstraße 5 vorbei (vor Fertigstellung der Autobahn 1983 Transitstraße von Hamburg nach Berlin).
Im 4,5 Kilometer entfernten Ortsteil Jasnitz befindet sich der Bahnhof Jasnitz an der Bahnstrecke Berlin–Hamburg. Es verkehren im Zweistundentakt Züge der Linie RB 14 der Relation Hagenow–Ludwigslust, betrieben von der Ostdeutschen Eisenbahn.
Die nächstgrößeren Städte sind Ludwigslust (12 km entfernt) und Hagenow (16 km), von diesen
Orten besteht Autobahnanschluss (A 24 Berlin–Hamburg).

## Persönlichkeiten
- Carl Heinrich Romberg (1810–1868), evangelisch-lutherischer Geistlicher und Redakteur, Pastor in Picher von 1854 bis 1868